# وژان برزمهر
وژان برزمهر یک نجیب‌زاده ایرانی و مرزبان ویروزان (ایبری) بود. مقر او در تفلیس بود و جانشین او اروند گشنسپ نام داشت.